# Cinturão da Ferrugem

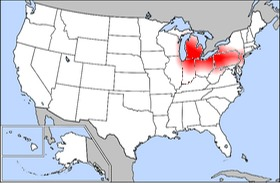
O Rust Belt, a vermelho no mapa

O cinturão da ferrugem (Rust Belt, em inglês), conhecido até os anos 1970 como cinturão da manufatura (Manufacturing Belt em inglês), é uma região dos Estados Unidos que abrange estados do nordeste, dos Grandes Lagos e do meio-oeste.

## Origem da expressão
A expressão Rust Belt  ganhou popularidade nos Estados Unidos na década de 1980 em razão do declínio econômico, populacional e da decadência urbana que atingiram essa outrora poderosa região industrial, cuja  economia baseava-se principalmente na indústria pesada.
| Cidade                         | Variação | População 2015 | População 2000 |
| ------------------------------ | -------- | -------------- | -------------- |
| Detroit, Michigan              | −28.8%   | 677,116        | 951,270        |
| Gary, Indiana                  | −24.9%   | 77,156         | 102,746        |
| Flint, Michigan                | −21.3%   | 98,310         | 124,943        |
| Youngstown, Ohio               | −21.2%   | 64,628         | 82,026         |
| Saginaw, Michigan              | −20.1%   | 49,347         | 61,799         |
| Cleveland, Ohio                | −18.9%   | 388,072        | 478,403        |
| Dayton, Ohio                   | −15.4%   | 140,599        | 166,179        |
| Niagara Falls, Nova York       | −12.0%   | 48,916         | 55,593         |
| Buffalo, New York              | −11.9%   | 258,071        | 292,648        |
| Canton, Ohio                   | −11.0%   | 71,885         | 80,806         |
| Toledo, Ohio                   | −10.8%   | 279,789        | 313,619        |
| Lakewood, Ohio                 | −10.6%   | 50,656         | 56,646         |
| Decatur, Illinois              | −10.5%   | 73,254         | 81,860         |
| Cincinnati, Ohio               | −9.9%    | 298,550        | 331,285        |
| Pontiac, Michigan              | −9.7%    | 59,917         | 66,337         |
| St. Louis, Missouri            | −9.3%    | 315,685        | 348,189        |
| Akron, Ohio                    | −9.0%    | 197,542        | 217,074        |
| Pittsburgh, Pennsylvania       | −9.0%    | 304,391        | 334,563        |
| Springfield, Ohio              | −8.7%    | 59,680         | 65,358         |
| Lorain, Ohio                   | −7.3%    | 63,647         | 68,652         |
| Charleston, Virgínia Ocidental | −6.9%    | 49,736         | 53,421         |
| Parma, Ohio                    | −6.7%    | 79,937         | 85,655         |
| Chicago, Illinois              | −6.1%    | 2,720,546      | 2,896,016      |
| South Bend, Indiana            | −5.8%    | 101,516        | 107,789        |

Trata-se da área de industrialização mais antiga e  extensa dos Estados Unidos. Lá instalaram-se quase todos os tipos de indústrias, embora se destacassem os ramos siderúrgico, mecânico, metalúrgico (automobilístico), petroquímico, alimentício e têxtil. Essas indústrias concentraram-se na região sobretudo em razão das fontes de matéria-prima,  situadas em torno dos Grandes Lagos e dos Montes Apalaches, e da proximidade com o oceano Atlântico, que facilitava as trocas comerciais.
A indústria dos Estados Unidos aglomerou-se  em torno das principais fontes de matéria prima, sobretudo  o carvão mineral, que fomentou principalmente a siderurgia e metalurgia, que logo dariam origem às indústrias de bens de consumo duráveis, tais como a automobilística, em Detroit. Tal aglomeração industrial foi chamada Manufacturing Belt e era considerada como o coração industrial da América até entrar em  decadência, tornando-se o atual Rust Belt.
A desindustrialização na região começa em meados do século XX, em razão de vários fatores econômicos, tais como a  competição  de potências reindustrializadas no pós-guerra (Japão, Alemanha etc.), a transferência de fábricas para o oeste do país, o aumento da automação, o declínio das indústrias siderúrgicas e de carvão dos Estados Unidos, o aumento de impostos e regulamentações implementadas, o inicio de blocos econômicos, tais como o NAFTA, a adesão à Organização Mundial do Comércio, a globalização e a terceirização de atividades (e empregos) fora dos EUA.